# 프라하 봉기

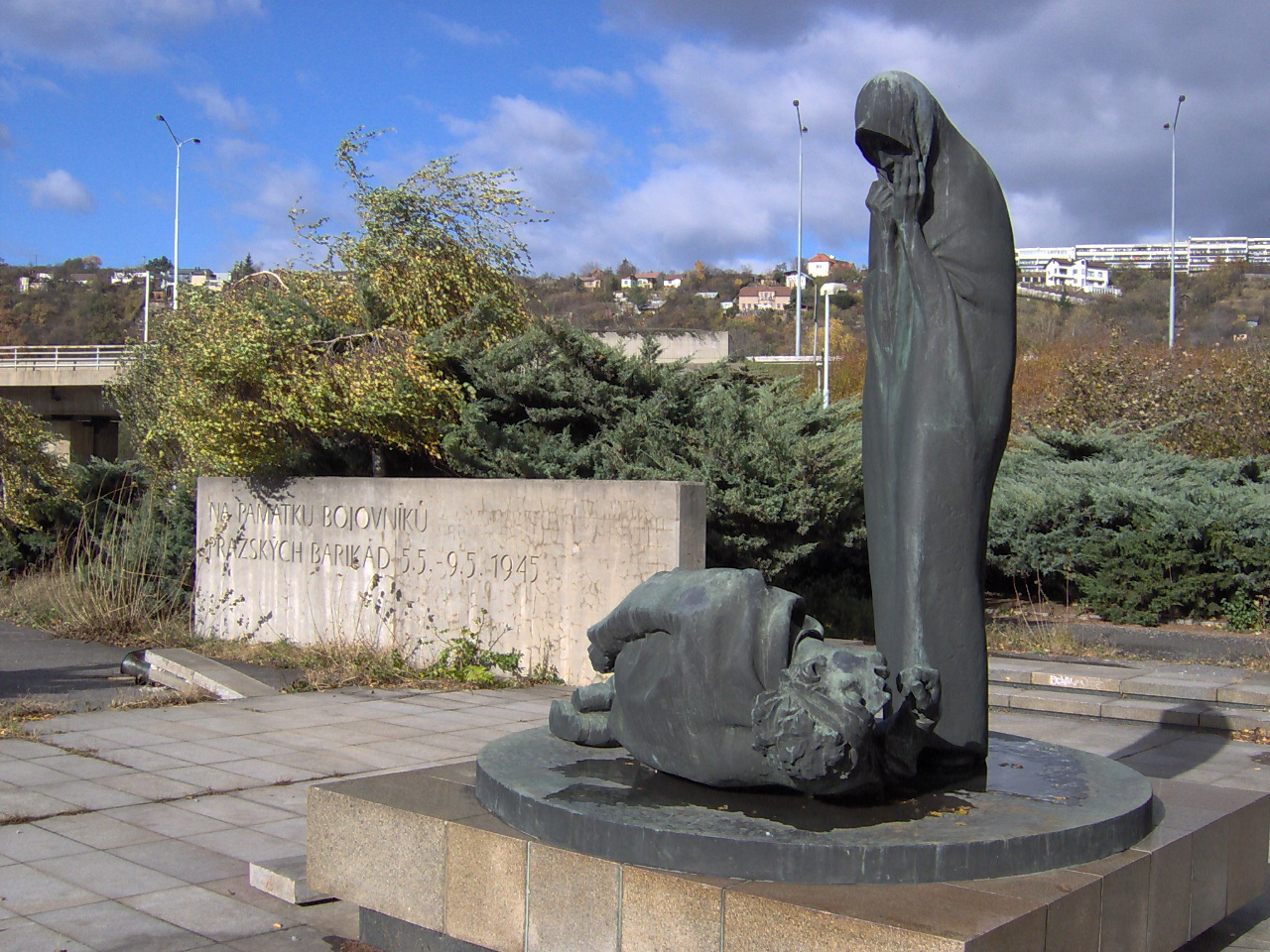

프라하 봉기(Pražské povstání)는 체코 저항군이 프라하를 독일의 점령으로부터 해방시키기 위한 항쟁 중 하나였다. 봉기는 1945년 5월 5일에 시작되었으며, 이는 유럽 전선의 마지막 국면 중 하나였다. 6년간 이어진 독일의 점령은 체코슬로바키아 국민들의 반(反)독일 감정을 고조시켰고, 붉은 군대와 미군을 포함한 연합군의 빠른 진격은 저항군에게 성공의 가능성을 열어주었다.
1945년 5월 5일, 제2차 세계 대전 말에 뵈멘-메렌 보호령의 나치 독일 점령군은 자발적으로 봉기를 조직한 체코슬로바키아 민간인들의 공격받았으며, 체코 저항 지도자들은 숨어 있다가 봉기에 합류했다. 러시아인으로 구성된 친독 협력 조직인 러시아 해방군은 이탈하여 봉기군을 지원했다. 독일군은 반격했지만, 봉기군이 건설한 바리케이드로 인해 진격이 늦어졌다. 5월 8일, 체코와 독일 지도자들은 모든 독일군이 프라하에서 철수하도록 허용하는 휴전 협정에 서명했지만, 일부 무장친위대 병력은 복종을 거부했다. 전투는 5월 9일까지 계속되었고, 체코 저항군이 프라하 해방을 거의 완수한 상태에서 붉은 군대가 프라하로 진입했다.
이 봉기는 잔혹했으며, 양측 모두 여러 전쟁범죄를 저질렀다. 독일군은 체코 민간인을 인간 방패로 사용하고 여러 학살을 자행했다. 체코슬로바키아 망명정부의 승인 하에 독일 민간인에 대한 폭력은 봉기 이후에도 계속되었으며, 이는 점령에 대한 복수 또는 독일인들이 도망가도록 장려하는 수단으로 정당화되었다. 연합군 최고사령관 드와이트 D. 아이젠하워는 조지 S. 패튼의 미 제3군에게 체코 봉기군을 돕지 말라고 명령했으며, 이는 전후 체코슬로바키아에서 서방권의 신뢰도를 훼손했다. 대신, 봉기는 나치 통치에 대한 체코 저항의 상징으로 제시되었고, 붉은 군대가 프라하를 해방하면서 체코슬로바키아 공산당이 당에 대한 대중의 지지를 높이는 데 사용되었다.

## 배경

### 독일의 점령
1938년, 독일 총리 아돌프 히틀러는 체코슬로바키아의 민족독일인 인구가 높은 주데텐란트 지역을 병합하겠다는 의도를 밝혔다. 영국 총리 네빌 체임벌린과 프랑스 총리 에두아르 달라디에는 뮌헨 협정에서 히틀러의 요구에 동의했고, 그 대가로 나치 독일로부터 추가 영토를 병합하지 않겠다는 보장을 받았다. 협상에는 체코슬로바키아 대표가 참석하지 않았다. 1939년 3월, 독일군은 나머지 체코 영토를 침공하고 점령하여 뵈멘-메렌 보호령을 수립했다. 프랑스는 체코슬로바키아와 방어 동맹을 맺었음에도 불구하고, 프랑스나 영국 모두 군사적으로 개입하지 않았다.
나치는 많은 체코인들을 인종적으로 아리안으로 간주하여 독일화에 적합하다고 보았다. 그 결과, 독일의 점령은 다른 슬라브족 우세 국가들보다 덜 가혹했으며, 전시 생활 수준은 심지어 독일 자체보다 높았다. 그러나 점령 정부에 의해 표현의 자유가 제한되었고, 40만 명의 체코인들이 나치 독일의 강제 노동 프로그램에 강제 징용되었다. 6년간의 점령 기간 동안, 2만 명이 넘는 체코인들이 독일군에 의해 처형되었고, 수천 명이 강제 수용소에서 사망했다. 점령의 전반적인 폭력성은 동유럽보다 훨씬 덜 심각했지만, 그럼에도 불구하고 많은 체코인들에게 폭력적인 반독 감정을 불러일으켰다.

### 군사적 상황
1945년 봄, 보헤미아와 모라비아의 파르티잔 부대는 총 120개 그룹으로, 연합된 병력은 약 7,500명이었다. 파르티잔들은 철도와 고속도로 교통을 방해하기 위해 철도와 다리를 사보타주하고 기차와 역을 공격했다. 일부 철도는 밤이나 특정 요일에는 사용할 수 없었고, 기차는 더 느린 속도로 이동해야 했다. 붉은 군대의 모라비아 진격에서 후퇴하는 무장친위대 부대는 보복으로 여러 마을을 불태웠다. 1945년 3월 게슈타포의 숙청으로 많은 지도부를 잃었음에도 불구하고, 프라하의 공산주의 단체들은 봉기를 촉구하는 선전 전단을 배포했다. 독일 병사들과 민간인들은 점차 걱정하며 점령에 대한 폭력적인 보복을 피해 도망갈 준비를 했다. 독일의 권위를 재확립하기 위해 슈츠슈타펠 경찰관 카를 헤르만 프랑크는 프라하를 파괴하고 어떤 반대세력도 피로 물들일 것이라고 위협하는 메시지를 라디오로 방송했다.
1945년 초, 전 체코슬로바키아 육군 장교들은 프라하 내부의 전투를 감독하기 위해 카렐 쿠틀바슈르 장군이 지휘하는 바르토시 사령부를, 교외의 봉기 부대를 지휘하기 위해 프란티셰크 슬루네치코 장군 휘하의 알렉스 사령부를 설립했다. 한편, 다양한 체코 정당의 대표자들로 구성된 체코 국가 위원회 (1945년)는 나치 점령 정부와 협력 당국 전복 후 정치적 지도력을 장악하기 위해 구성되었다. 프라하 내 봉기를 계획하는 군사 지도자들은 시 경찰, 국가 헌병, 뵈멘-모라비아 보호령의 정부군 내 체코 민족 구성원뿐만 아니라 교통 노동자 및 소방대와 같은 주요 공공부문 종사자들의 충성심을 믿었다. 독일을 위해 싸우기로 동의한 소련군 포로들로 구성된 러시아 해방군 제1보병사단은 프라하 외곽에 주둔하고 있었다. 러시아 해방군이 협력 혐의를 피하기 위해 측면을 바꿀 수 있다고 기대하며, 체코 군사령부는 제600보병사단의 지휘관인 세르게이 부냐첸코 장군에게 사절을 보냈다. 부냐첸코는 체코 저항군을 돕기 위해 편을 바꾸기로 동의했다. 러시아 해방군 병사들은 독일군 제복을 입고 있었기 때문에 그들을 구별하기 위해 러시아 백청적 삼색기를 주기로 결정되었다.
5월 4일, 조지 S. 패튼 장군 휘하의 미 제3군이 체코슬로바키아에 진입했다. 영국 총리 윈스턴 처칠은 서방 연합군에 의한 프라하 해방을 주장한 유일한 정치 지도자였다. 유럽 연합군 최고사령관 드와이트 D. 아이젠하워 장군에게 보낸 전보에서 처칠은 "미군에 의한.... 프라하의 해방은 전후 체코슬로바키아의 상황에 큰 차이를 만들 것이며 인접 국가들의 상황에도 영향을 미칠 수 있다"고 말했다. 소련 공산당 서기장 이오시프 스탈린은 소련군이 도시를 해방시키기를 원했으며, 미국인들에게 서쪽으로 50 마일 (80 km) 떨어진 플젠에서 멈춰달라고 요청했다. 붉은 군대는 5월 7일 시작될 예정인 프라하 공세를 개시할 계획이었다. 아이젠하워는 미군 사상자나 소련을 적대시할 위험을 감수하기를 꺼려했으며, 붉은 군대가 프라하에 진입해야 한다는 소련의 요구에 동의했다.

## 봉기

### 5월 5일

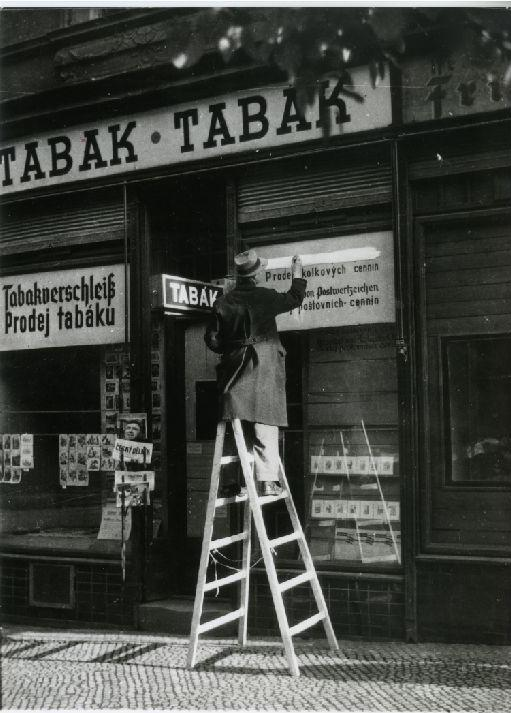
5월 4일, 프라하 상인이 독일어 표지판을 덧칠하고 있다.

점령에 반대하는 체코 라디오 방송공사 직원들은 아침에 금지된 체코어로 방송을 시작했다. 바르토시 사령부와 공산주의 그룹은 별도로 만나 5월 7일에 무장 봉기를 시작하기로 결정했다. 체코 시민들은 거리로 모여 독일어 비문을 훼손하고 독일 국기를 찢었다. 프라하 주민들은 창문에 체코슬로바키아 국기를 걸고 옷이나 외투에도 체코슬로바키아 국기를 드러내기도 했다. 전차 운전사들은 라이히스마르크를 받거나 점령군이 요구하는 독일어로 정류장을 알려주기를 거부했다. 일부 독일 병사들은 포위되어 살해되었다. 커져가는 대중의 동요에 대응하여 프랑크는 거리에 모인 체코인들을 쏘겠다고 위협했으며, 무장한 독일 순찰병을 늘렸다. 일부 독일 병사들은 군중에게 발포하기 시작했다.
정오 무렵, 라디오 건물 내부에 있는 SS 경비대와 싸우는 데 도움이 필요하다는 경찰과 국가 헌병에게 라디오 방송국은 일련의 호소문을 방송했다. 정부군 경찰대가 이 요청에 응답하여 건물을 되찾으려 했지만, 강력한 저항에 부딪혔다. 그 시간 내내 라디오는 계속 방송되었다. 비록 대중을 향한 것은 아니었지만, 이 호소는 시 전역에서 전투를 촉발시켰고, 특히 시내 중심가에 집중되었다. 비무장 민간인들, 대부분 군사 훈련을 받지 않은 젊은 남성들로 이루어진 군중은 독일 수비대와 상점을 압도했다. 많은 사상자는 거점이나 옥상에서 저격하는 독일 병사들과 민간인들에 의해 발생했다. 이에 대응하여 체코군은 독일인들과 협력자로 의심되는 사람들을 억류하기 시작했다. 체코 비전투원들은 부상자를 위한 임시 병원을 세우고 바리케이드에 음식, 물, 기타 필수품을 가져다주며 도왔고, 독일군은 필수 보급품을 얻기 위해 약탈에 의존하는 경우가 많았다. 체코군은 수천 정의 총기, 수백 개의 판처파우스트, 5대의 장갑차를 압수했지만, 여전히 무기 부족에 시달렸다.
그날이 끝날 무렵, 저항군은 블타바강 동쪽의 대부분을 장악했다. 봉기군은 라디오 방송국, 전화 교환국, 대부분의 철도역, 12개 다리 중 10개 등 많은 중요 건물을 점거했다. 3천 명의 죄수들이 판크라츠 교도소에서 해방되었다. 전화 교환국을 통제함으로써 저항군들은 독일군 부대와 지휘관들 간의 통신을 끊을 수 있었다. 루지네 공항과 게슈타포 본부와 같은 곳에 여러 수비대가 포위되기는 했지만 독일군은 블타바강 서쪽의 대부분을 장악했다.
보헤미아에 주둔한 추축군 사령관인 페르디난트 쇠르너 원수의 명령에 따라, 무장친위대 부대가 붉은 군대와의 전투에서 철수하여 프라하로 파견되었다. SS는 전차, 장갑차, 무기 및 차량화 부대로 비교적 잘 무장되어 있었다. 이 병력 이동에 대한 정보는 늦게 봉기군 본부에 도달했다. 라디오는 전차에 대한 공습을 요청하는 영어와 러시아어 방송을 내보냈다. 프라하에서 벌어진 사건을 들은 패튼은 체코 저항군을 돕기 위해 블타바강으로 진격할 허가를 요청했지만, 아이젠하워는 거부했다. 붉은 군대는 공세 개시를 5월 6일로 앞당기라는 명령을 받았다.

### 5월 6일

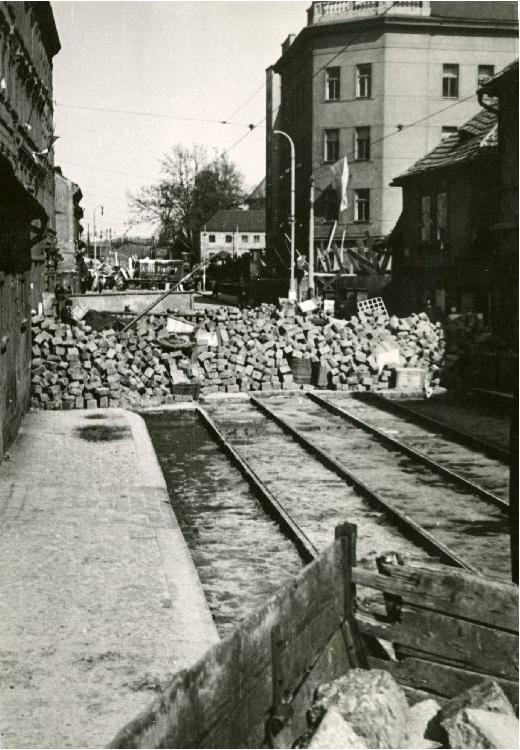
올샤니 묘지의 바리케이드

5월 5일 늦은 저녁, 라디오 방송공사 측은 예상되는 독일군의 공격을 늦추기 위해 프라하 거리에 있는 사람들에게 바리케이드를 만들라고 호소했다. 좋지 않은 날씨에도 불구하고, 수만 명의 민간인들이 밤새도록 일하여 아침까지 1,600개 이상의 바리케이드를 건설했다. 봉기 종료 시점까지 프라하에는 총 2,049개의 바리케이드가 건설되었다.
SS 장군 카를 프리드리히 폰 퓔러부르크하우스는 루프트바페에게 프라하를 폭격하라고 명령했지만, 연료 부족으로 공격 규모를 축소해야 했다. 루지네의 KG 51 소속 메서슈미트 Me 262A 제트 전투 폭격기 2대가 프라하에 첫 폭격을 개시했다. 목표 중 하나는 라디오 건물이었는데, 250kg 폭탄에 맞아 송신기가 파괴되었다. 그러나 라디오 방송은 다른 장소에서 계속 송출되었다. 연속적인 공격에서 루프트바페는 바리케이드를 폭격하고 소이탄으로 아파트 건물을 강타하여 많은 민간인 사상자를 발생시켰다.
정오에 러시아 해방군 제1대대가 프라하에 진입하여 독일군을 공격했다. 러시아 해방군은 프라하에 있는 동안 약 10,000명의 독일군을 무장해제시켰다. 미군 정찰 순찰대가 러시아 해방군 장교와 체코 지도자들을 만났다. 이때 체코인들은 경계선 협정과 제3군이 프라하를 해방시키러 오지 않는다는 것을 알게 되었다. 결과적으로 부냐첸코와의 협상에 참여하지 않았던 체코 국가 위원회는 러시아 해방군을 비난했다. 소련의 해방은 그들이 스탈린이 배신자로 여겼던 러시아 해방군을 정치적으로 지지할 여유가 없다는 것을 의미했다. 러시아 해방군에 대한 거부에도 불구하고, 러시아 해방군이 프라하 봉기군을 도운 것은 전쟁 후 소련 정부와 체코슬로바키아 정부 사이에 있었던 마찰의 원인이 되었다.

### 5월 7일

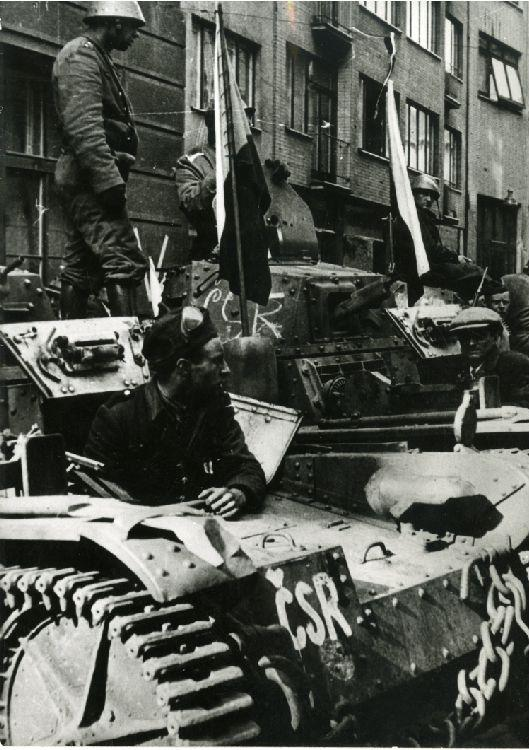
구시가지 바르톨로메이스카 거리에 봉기군이 배치한 노획한 AMR 35 전차

5월 7일 새벽에 서명된 무조건 항복 임시 협정 조건에 따라, 독일군은 48시간의 유예 기간 동안 공세 작전을 중단해야 했다. 아이젠하워는 독일군의 항복이 프라하 전투를 종식시켜 미군이 개입하지 않기를 바랐다. 그러나 독일 지도부는 유예 기간을 이용하여 가능한 한 많은 병사들을 서쪽으로 이동시켜 미군에 항복시키기로 결정했다. 쇠르너는 프라하에서의 휴전 소문을 부인하고, 휴전이 붉은 군대나 체코 봉기군과 싸우는 독일군에게는 적용되지 않는다고 말했다.
프라하의 교통망을 장악하기 위해 독일군은 프라하 봉기 기간 중 가장 강력한 공격을 개시했다. 프라하에 도착한 무장친위대의 기갑부대와 포병 부대는 여러 차례 전차로 공격을 하며 바리케이드를 점차 뚫고 나갔다. 격렬한 전투로는 SS는 체코 민간인을 인간 방패로 사용하였고, 구 시청사 및 기타 역사적인 건물이 이 전투 기간 동안 피해를 입었다. 바르토시 사령부는 랭스의 항복 소식을 접하고 체코군에게 즉시 휴전을 명령했다. 휴전 명령으로 군사 상황이 악화되면서 탈영이 발생하여 방어군 사이에 혼란을 야기했다. 러시아 해방군은 독일군의 진격을 늦추는 데 결정적인 역할을 했지만, 오후와 저녁에 미군에게 항복하기 위해 프라하에서 철수했다. 소수의 러시아 해방군 부대만이 도시에 남아 5월 8일 늦게 떠났다. 러시아 해방군의 주력 부대가 떠나자, 무장이 빈약하고 훈련되지 않은 체코 봉기군은 증강된 독일군에 맞서 제대로 싸우지 못했다. 그날이 끝날 무렵, 독일군은 블타바 동쪽의 반란군 점령 지역 대부분을 점령했고, 저항군은 비노흐라디-스트라슈니체 지역의 돌출부만 점유하고 있었다. 러시아 해방군 병력은 루지네에 있는 루프트바페 비행장을 점령하여 여러 항공기를 파괴했다.

### 5월 8일

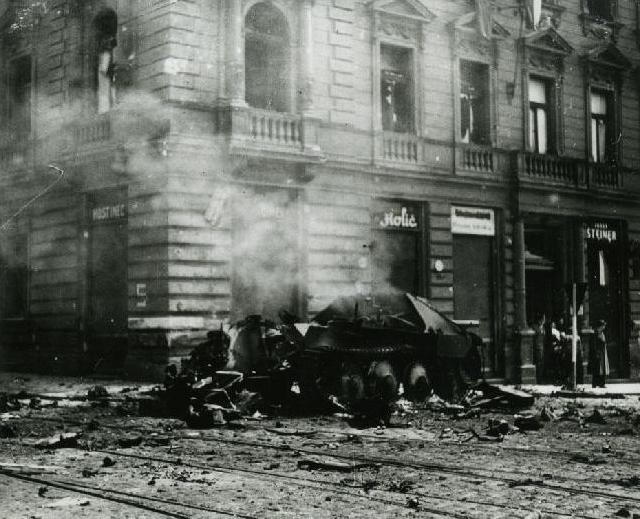
5월 9일, 클라로프에 파괴된 독일 야크트판처 38

아침에 독일군은 공중 및 포병 포격 후 보병 공격을 재개했다. 전투는 전날만큼이나 치열했다. 특히 격렬한 전투는 마사리크 기차역에서 벌어졌다. 오전 10시, SS 병력은 역을 점령하고 항복한 저항군 전투원과 비전투원 약 50명을 살해했다. 봉기 마지막 전투 중 하나에서, 체코 봉기군들은 5월 9일 오전 2시에 기차역을 되찾았고 희생자들의 시신을 촬영했다.
군사적 붕괴, 연합군의 지원 부재, 도시 파괴 위협에 직면한 체코 국가 위원회는 루돌프 투생 독일 국방군 장군과 협상하기로 합의했다. 투생은 서쪽으로 독일 국방군 부대를 철수시킬 시간이 촉박하여 마찬가지로 절망적인 상황에 처해 있었다. 몇 시간의 협상 끝에, 5월 9일 아침에 체코군이 독일 병사들이 프라하를 통해 서쪽으로 지나가도록 허용하고, 그 대가로 도시를 떠나는 독일군은 무기를 내려놓고 항복하기로 합의했다. 자정 무렵에 마침내 휴전이 합의되었다. 그러나 일부 독일군 소규모 부대는 휴전을 알지 못했거나 불복종했으며, 민간인들은 지난 이틀 동안 격화된 독일군의 잔혹 행위가 계속될 것을 두려워했다. 늦은 저녁에 프라하 북서쪽에 있는 테레지엔슈타트 강제 수용소가 해방되었다는 소식과 프라하 북쪽 다른 지역으로 붉은 군대가 진격했다는 보고가 프라하에 도달했다.

### 5월 9일

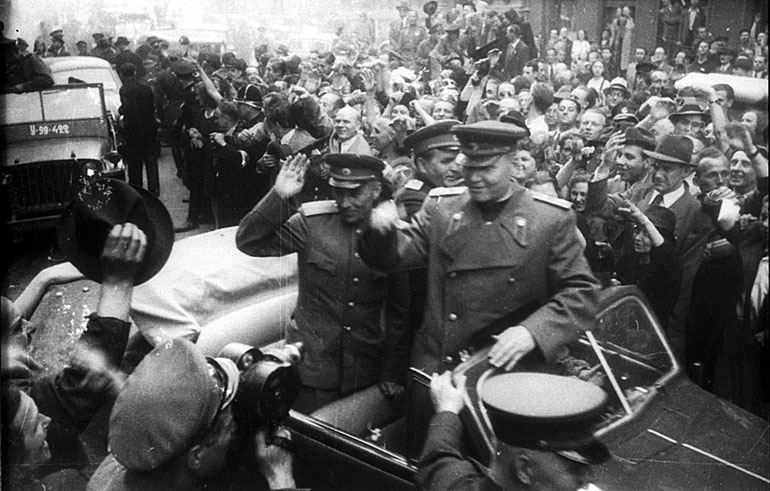
1945년 5월 9일, 붉은 군대의 도착에 이반 코네프 원수를 맞이하는 프라하 주민들.

프라하를 탈출한 마지막 독일군은 새벽에 떠났다. 4시에 제1우크라이나 전선군의 일부가 프라하 교외에 도달했다. 전투는 대부분 체코 봉기군에 의해 철수가 저지된 고립된 SS 부대와 벌어졌다. 다음 몇 시간 동안 붉은 군대는 남아 있는 독일군을 빠르게 압도했다. 대부분의 독일군이 이미 떠났기 때문에, 제1우크라이나 전선군은 부다페스트와 비엔나 점령에서 발생했던 시가전을 피했다. 붉은 군대는 전쟁에서 "가장 쉬운 승리"로 묘사되는 이 전투에서 단 10명의 병사만 잃었다. 오전 8시, 소련 전차가 프라하 시내 중심에 도달했고 라디오는 소련군의 도착을 알렸다. 체코인들은 붉은 군대를 환영하기 위해 거리로 쏟아져 나왔다.

## 전쟁범죄

### 독일

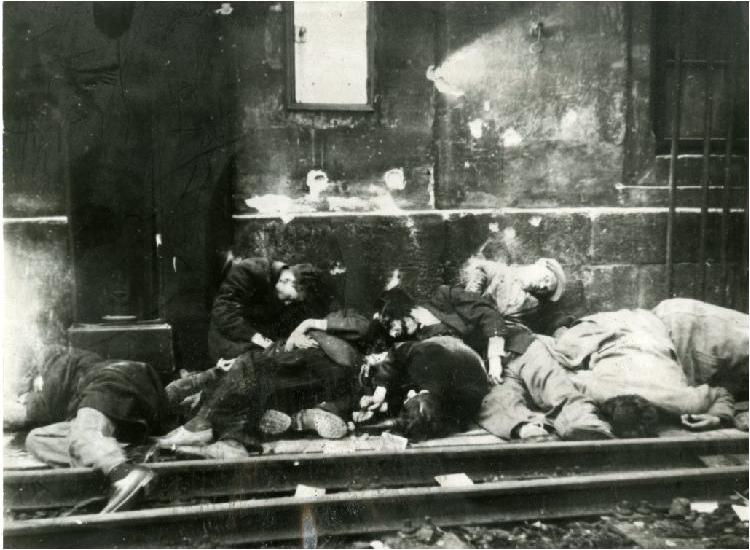
마사리크 역에서 발생한 학살 희생자들

독일군은 봉기 기간 내내 체코 민간인에 대한 전쟁 범죄를 저질렀다. 많은 사람들이 즉결 처형으로 살해되었고, SS는 체코 민간인을 인간 방패로 사용했으며, 총을 겨누고 바리케이드를 치우도록 강요하고, 전투 중 사망한 독일 병사에 대한 보복으로 인질을 쏘겠다고 위협했다. 전차가 바리케이드에 막혔을 때, 그들은 주변 주택에 발포하는 것으로 알려져 있었다. 주민들을 폭력적으로 쫓아내거나 살해한 후, 독일 병사들은 체코 주택과 아파트 건물을 약탈하고 불태웠다. 여러 차례에 걸쳐 20명 이상이 한 번에 살해되었고, 대부분의 학살은 5월 7일과 8일에 발생했다. 살해된 사람들 중에는 임산부와 어린아이도 있었고, 일부 시신은 훼손된 채 발견되었다. 봉기 후, 체코 경찰 보고서는 나치에 의해 저질러진 전쟁 범죄를 다음과 같이 묘사했다.
집과 아파트의 문이 부서지고, 집과 상점이 약탈당했으며, 주거지가 파괴되었다... 주민들은 집에서 쫓겨나 독일 순찰대를 보호하기 위해 몸으로 살아있는 벽을 만들도록 강요당했고, 자동 권총으로 끊임없이 위협받았다... 많은 체코인들이 길거리에서 죽어 있었다.

독일 국방군과 SS가 저지른 전쟁 범죄 외에도, 루프트바페 병사들은 돌격대와 함께 나 프라자츠케 학교에 수감된 포로들을 고문하고 살해하는 데 참여했다.

### 체코
체코슬로바키아 망명정부는 민족적으로 순수한 체코-슬로바키아 민족 국가를 건설하기 위해 체코슬로바키아의 독일계 소수 민족을 추방할 계획을 세웠다. 점령 기간 내내 체코 정치인들은 런던에서 독일 민간인과 협력자로 의심되는 체코인들에 대한 폭력을 촉구하는 메시지를 방송했다. 에드바르트 베네시 대통령은 자경단식 정의가 재판보다 분열을 덜 일으킬 것이며, 독일인들이 도망가도록 장려하면 나중에 그들을 추방하는 노력을 절약할 수 있다고 믿었다. 그가 체코슬로바키아에 도착하기 전, 그는 "죽음을 받을 자격이 있는 모든 사람은 대중의 폭풍 속에서 완전히 청산되어야 한다"고 방송했으며 저항군에게 나치 범죄에 대해 "천 배로" 복수하라고 촉구했다. 법무부 장관 프로코프 드르티나는 저항군 지도자들에게 독일인들을 "피투성이"로 만들고 폭력으로 그들을 쫓아내라고 요청했다. 공산주의 지도자들 또한 폭력을 지지했다. 체코군 지도자들은 반독일 학살을 묵과하고 가해자들을 처벌하지 않았을 뿐만 아니라, 적극적으로 이를 장려했다. 체코 라디오 방송공사는 이러한 정치 지도자들의 반독일 메시지를 전달하고, 자체적으로 반독일 메시지를 방송함으로써 폭력 선동에 일조했을 가능성이 높다. 독일인에 대한 폭력으로 기소된 사람은 거의 없었고, 전후 의회에서는 이를 소급적으로 합법화하는 법안이 제안되기도 했다.
프라하에서는 체코 봉기군이 붉은 군대가 도착하기 전후로 항복한 나치 독일 병사들과 독일 민간인들을 살해했다. 역사가 로베르트 핀센트는 봉기의 끝과 추방의 시작 사이에 명확한 구분이 없었다고 주장한다. 일부 포로가 된 독일 병사들은 가로등에 매달아 불태워 죽였거나, 고문하고 훼손하기도 했다. 체코 폭도들은 독일 민간인들을 폭행, 강간, 약탈하기도 했다. 폭력의 희생자나 영향을 받은 모든 사람들이 실제로 독일인이거나 협력자였던 것은 아니었다. 가해자들은 종종 의심에 따라 행동했거나, 혼란을 틈타 개인적인 원한을 해결했다. 5월 10일 보르지슬라프카에서 발생한 학살에서는 40명의 독일 민간인이 살해되었다. 봉기 기간과 그 이후에도 수천 명의 독일 민간인과 항복한 병사들이 임시 수용소에 구금되었으며, 그곳의 식량과 위생 상태는 열악했다. 생존자들은 구타와 강간이 흔했다고 주장했다. 독일 민간인에 대한 폭력은 여름 내내 계속되었으며, 주데텐 독일인 추방으로 절정에 달했다. 약 3백만 명의 독일계 체코슬로바키아 시민들은 시민권과 재산을 박탈당하고 강제로 추방되었다.

## 유산

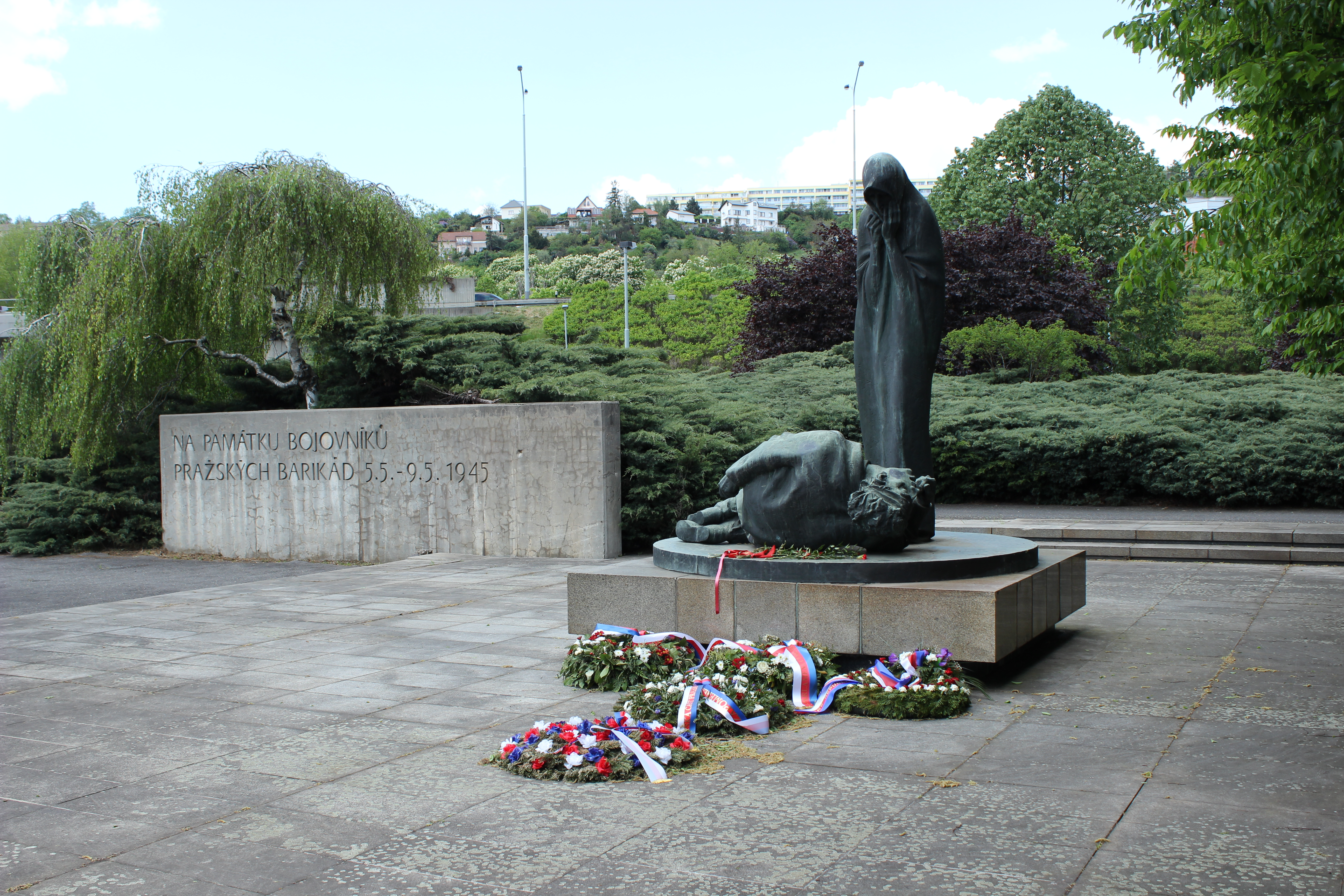
프라하 Most Barikádníků의 전사한 바리케이드 방어자를 기리는 기념 동상.

저널리스트 인드르지히 마레크의 말에 따르면, "자국 영토에서 싸운 체코인의 자유와 민족 독립을 위한 가장 위대한 군사 행동"으로서 프라하 봉기는 새로운 체코슬로바키아 공화국의 민족 신화가 되었고 많은 문학 작품의 주제가 되었다.
서방 연합군이 프라하 해방에 실패한 것은 뮌헨 협정에서 처음 드러났던 체코슬로바키아에 대한 무관심을 상징하는 것으로 여겨졌다. 또한 전후 체코슬로바키아가 공산주의로 기울어지는 것에 반대했던 국내 민주 세력에게도 타격이 되었다. 스탈린이 뮌헨 협정에 반대했고 붉은 군대에 의한 프라하 해방이 공산주의에 대한 여론을 유리하게 만들었다는 사실은 잊혀지지 않았다. 서방 연합군과 소련군 간의 경계선 합의에 대해 아는 체코인은 거의 없었으며, 헝가리 역사가 스테판 케르테스의 말에 따르면 공산주의자들은 미군이 "프라하가 생존을 위해 고군분투하는 동안 비겁하거나 냉소적인 구경꾼으로 남아 있었다"고 비난할 수 있었다. 영국 외교관 오름 사전트에 따르면, 프라하 봉기는 "서방은 완전히 체코슬로바키아를 잃어버린" 순간이었다.
1948년, 체코슬로바키아 정부는 공산주의 쿠데타로 전복되었다. 쿠데타 이후, 체코슬로바키아는 1989년 벨벳 혁명까지 소련과 동맹을 맺은 공산주의 국가가 되었다. 공산주의 정부는 공산주의 정당성에 위협이 된다고 여겨지는 체코 저항군을 불신하기 위해 전 저항 지도자들을 숙청하거나 체포했으며, 예를 들어 봉기에서 노동 계급의 역할을 과장하고 프라하에서 사망한 붉은 군대 병사의 수를 부풀리는 등 역사를 왜곡했다.

### 내용주
1. ↑  이 중 수천 명은 프라하 경찰과 국가 헌병의 경찰관 및 정부군 제1대대 소속 병사로, 모두 경무장했다.[2] 나머지는 대부분 군사 훈련을 받지 않은 젊은 남성 민간인이었다.[3][4] 수많은 여성 민간인이 봉기에 참여했고, 다른 이들은 탈출한 연합군 포로 (일부는 소련, 영국, 프랑스, 네덜란드 출신) 또는 나치 강제 수용소에서 탈출한 유대인들이었다.[5][6]
2. ↑  이 중 약 10,000명은 봉기 시작 후 프라하로 파견된 무장친위대 병력이었다.[8] 나머지는 정규 독일 국방군 보병, 해체된 I 대공포군단의 루프트바페 인원, 히틀러 청소년단 대원, 그리고 무장한 독일 민간인으로 구성되었다.[9][10]
3. ↑  낮은 수치는 1946년에 발표된 공식 추정치이다.[14] 신원 확인이 가능한 사상자만 포함되었다.[15] 높은 수치는 Marek에 의해 주장된다.[13]
4. ↑  부냐첸코는 봉기에서 러시아 해방군 사상자가 300명이라고 밝혔지만, 맥도날드는 부냐첸코가 소련군 포로가 되는 것을 피하려 했기 때문에 "정치적 목적으로 과장되었을 수 있다"고 시사한다.[19]
5. ↑  이 수치에는 이론적으로 민간인 사상자가 포함되었다. 그러나 Staněk은 봉기 중 사망한 독일인 총수가 1,000명을 훨씬 넘는다고 본다.[20]
6. ↑  독일 민간인 사상자 공식 수치 1,000명은 "거의 확실히 과소평가된 것으로, 도시 안팎에서 발생한 폭력의 범위와 성격을 고려하면 더욱 그렇고, 민간인에 대한 폭력을 축소하려는 공식적인 시도는 고려하지 않는다." 예를 들어, 프라하 교외의 집단 매장지에 묻힌 300명의 독일인 중 4분의 3은 대다수가 민간인 복장을 하고 있었음에도 불구하고 군인 사상자로 분류되었다.[23]
7. ↑  이 결정에 대해 패튼은 나중에 이렇게 썼다: "나는 [블타바] 강까지 가야 한다고 생각했고, 지금도 그렇게 생각한다. 러시아인들이 싫어하면 말든지. 나는 몇 주 후에 아이젠하워 장군의 결정을 이행한 합리적인 이유를 알게 되었다..."[68]
8. ↑  경찰 보고서에 따르면 53명의 희생자가 발생했다.[87] 바르토셰크는 47명이 사망했다고 말한다.[88] 핀센트의 수치는 58명이다.[6]
9. ↑  제1우크라이나 전선군이 프라하를 완전히 해방한 프라하 공세를 통해 프라하 주민들은 유혈 사태를 덜 겪었으며, 소련군은 거의 50,000명의 사상자를 냈다.[97]
10. ↑  핀센트는 이것이 사실이지만 약한 진술이라고 지적한다. 왜냐하면 체코 지역은 1945년 이전에도 이후에도 대규모 무장 봉기의 현장이 아니었기 때문이다.[116]
11. ↑  이는 붉은 군대가 체코슬로바키아에 진격하는 동안 소련군이 체코 민간인에게 강간과 절도를 저지른 사례가 여럿 있었음에도 불구하고 발생한 여론이었다.[96]
12. ↑  실제로 사망자의 대다수는 프티 부르주아지 출신이었고, 노동 계급은 5분의 1 미만이었다.[15]
13. ↑  공산주의 자료는 400~500명의 붉은 군대 병사가 사망했다고 밝히는데, 이는 최상의 자료에서 추정하는 것보다 한 자릿수 이상 많다.[124] 이러한 부풀리기는 5월 9일에 "소련과 체코슬로바키아의 형제 민족 동맹이 피로 맺어졌다"는 바르토셰크의 진술과 유사한 수사와 함께 자주 나타난다.[125][124]

### 참고 서적
- Andreyev, Catherine (1989). 《Vlasov and the Russian Liberation Movement: Soviet Reality and Emigré Theories》 (영어). Cambridge University Press. ISBN 9780521389600.
- Bartošek, Karel (1965). 《The Prague Uprising》 (영어). Artia.
- Bryant, Chad Carl (2007). 《Prague in Black: Nazi Rule and Czech Nationalism》 (영어). Harvard University Press. ISBN 9780674024519.
- Burian, Michal (2002). “Assassination – Operation Arthropoid, 1941–1942” (PDF). Ministry of Defence of the Czech Republic. 2010년 5월 20일에 확인함.
- Dickerson, Bryan J. (2018). 《The Liberators of Pilsen: The U.S. 16th Armored Division in World War II Czechoslovakia》 (영어). McFarland. ISBN 9781476671147.
- Duffy, Christopher (2014). 《Red Storm on the Reich: The Soviet March on Germany 1945》 (영어). Routledge. ISBN 9781136360336.
- Erickson, John (1983). 《The Road to Berlin》. London: Weidenfeld & Nicolson. ISBN 978-0297772385.
- Ėrlikhman, Vadim (2004). 《Poteri narodonaselenii︠a︡ v XX veke: spravochnik》. Moskva: Russkai︠a︡ panorama. ISBN 978-5-93165-107-1.
- Frommer, Benjamin (2005). 《National Cleansing: Retribution Against Nazi Collaborators in Postwar Czechoslovakia》 (영어). Cambridge University Press. ISBN 9780521008969.
- Fuller, Robert Paul (2003). 《Last Shots for Patton's Third Army》 (영어). New England Transportation Research. ISBN 9780974051901.
- Glantz, David M.; House, Jonathan M. (1995). 《When Titans Clashed: How the Red Army Stopped Hitler》. Lawrence: University Press of Kansas. ISBN 978-0-7006-0899-7.
- Jakl, Tomáš (2004). 《Květen 1945 v českých zemích》 (영어, 체코어). Miroslav Bílý. ISBN 9788086524078.
- —— (2013). “České národní povstání v květnu 1945” (체코어). Vojenský historický ústav Praha.
- Julicher, Peter (2015). 《"Enemies of the People" Under the Soviets: A History of Repression and Its Consequences》 (영어). McFarland. ISBN 9780786496716.
- Kershaw, Ian (2012). 《The End: The Defiance and Destruction of Hitler's Germany, 1944–1945》 (영어). Penguin. ISBN 9780143122135.
- Kertesz, Stephen Denis (1956). 《The fate of East Central Europe: hopes and failures of American foreign policy》 (영어). University of Notre Dame Press.
- Kokoška, Stanislav (2005). 《Praha v květnu 1945: historie jednoho povstání》 (체코어). Lidové noviny. ISBN 9788071067405.
- Kuklík, Jan (2015). 《Czech law in historical contexts》 (영어). Charles University in Prague, Karolinum Press. ISBN 9788024628608.
- Lowe, Keith (2012). 《Savage Continent: Europe in the Aftermath of World War II》 (영어). St. Martin's Press. ISBN 9781250015044.
- Lukes, Igor (2012). 《On the Edge of the Cold War: American Diplomats and Spies in Postwar Prague》 (영어). Oxford University Press. ISBN 9780195166798.
- MacDonald, Callum; Kaplan, Jan (1995). 《Prague in the shadow of the swastika: a history of the German occupation 1939–1945》 (영어). Melantrich. ISBN 9788070232118.
- Mahoney, William (2011). 《The History of the Czech Republic and Slovakia》 (영어). ABC-CLIO. ISBN 9780313363061.
- Marek, Jindřich (2005). 《Barikáda z kaštanů: pražské povstání v květnu 1945 a jeho skuteční hrdinové》 (체코어). Svět křídel. ISBN 9788086808161.
- —— (2015). 《Padli na barikádách: padlí a zemřelí ve dnech Pražského povstání 5.–9. května 1945》 (체코어). Vojenský Historický Ústav. ISBN 9788072786527.
- Mastný, Vojtěch (1971). 《The Czechs Under Nazi Rule: The Failure of National Resistance, 1939–1942》. New York: Columbia University Press. ISBN 978-0-231-03303-9.
- Merten, Ulrich (2017). 《Forgotten Voices: The Expulsion of the Germans from Eastern Europe After World War II》 (영어). Routledge. ISBN 9781351519540.
- Noakes, J.; Pridham, G. (2010) [2001]. 《Nazism 1919–1945: Foreign Policy War, and Racial Extermination》 3 2판. Devon: University of Exeter Press.
- Okęcki, Stanisław (1987). 《Polacy W Ruchu Oporu Narodów Europy》 (영어). PWN – Polish Scientific Publishers. ISBN 9788301068608.
- Olson, Lynne (2018). 《Last Hope Island: Britain, Occupied Europe, and the Brotherhood That Helped Turn the Tide of War》 (영어). Random House Publishing Group. ISBN 9780812987164.
- Orzoff, Andrea (2009). 《Battle for the Castle: The Myth of Czechoslovakia in Europe, 1914–1948》 (영어). Oxford University Press. ISBN 9780199709953.
- Patton, George Smith; Harkins, Paul Donal (1995). 《War as I Knew it》 (영어). Houghton Mifflin Harcourt. ISBN 978-0395735299.
- Pynsent, Robert B. (2013년 7월 18일). 《Conclusory Essay: Activists, Jews, The Little Czech Man, and Germans》 (PDF). 《Central Europe》 5. 211–333쪽. doi:10.1179/174582107x190906. S2CID 144749278.
- Roučka, Zdeněk. Skončeno a podepsáno: Drama Pražského povstání (Accomplished And Signed: Pictures of the Prague Uprising), 163 pages, Plzeň: ZR&T, 2003, ISBN 80-238-9597-4.
- Staněk, Tomáš (2005). 《Poválečné "excesy" v českých zemích v roce 1945 a jejich vyšetřování》 (체코어). Ústav pro soudobé dějiny. ISBN 9788072850624.
- Soukup, Jan (1946). 《Prhehled bojur Pražského povstání ve dnech 5.–9. kvehtna 1945, inPražská květnová revoluce 1945: k prvnímu výročí slavného povstání pražského lidu ve dnech 5.–9》 (체코어). Hlavní město Praha. 16–45쪽.
- Swain, Geoffrey; Swain, Nigel (2017). 《Eastern Europe Since 1945》 (영어). Macmillan International Higher Education. ISBN 9781137605139.
- Tampke, Jürgen (2002). 《Czech-German Relations and the Politics of Central Europe: From Bohemia to the EU》 (영어). Springer. ISBN 9780230505629.
- Ther, Philipp; Siljak, Ana (2001). 《Redrawing Nations: Ethnic Cleansing in East-Central Europe, 1944–1948》 (영어). Rowman & Littlefield. ISBN 9780742510944.
- Thomas, Geoffrey J.; Ketley, Barry (2015). 《Luftwaffe KG 200: The German Air Force's Most Secret Unit of World War II》 (영어). Stackpole Books. ISBN 9780811716611.